# Il-yeon
Il-yeon (hangeul : 일연 ; hanja : 一然, 1206-1289) est un écrivain coréen du royaume de Koguryo. Il est connu pour avoir rédigé le Samguk Yusa une compilation de légendes et de faits historiques qui est une des plus importantes sources sur l'histoire de la péninsule coréenne. Il a aussi écrit près de 80 textes concernant le bouddhisme mais qui ne sont pas parvenu jusqu'à nous.

## Biographie
Il nait en 1206 à Gyeongsan, rentre à l'âge de 8 ans au temple Muryang de Gwangju et devient moine bouddhiste. Né sous le nom de Kim Gyeong-myeong (金景明), Il-yeon est son nom de bouddhiste. Voyageant dans tout le pays, il recueille partout les contes et les légendes et publie le Samguk Yusa en 1281 à l'âge de 75 ans. Il est nommé précepteur du roi en 1283.